# Mob Rules Tour
Mob Rules Tour – piąta trasa koncertowa grupy Black Sabbath, która odbyła się na przełomie 1981 i 1982 r.

## Program koncertów
1. „E5150” (wstęp)
2. „Neon Knights”
3. „N.I.B.”
4. „Children of the Sea”
5. „Turn Up the Night”
6. „Black Sabbath”
7. „War Pigs”
8. „Slipping Away”
9. „Iron Man”
10. „The Mob Rules”
11. „Heaven and Hell”
12. „Paranoid”
13. „Children of the Grave"

Rzadziej grane:
1. „Country Girl”
2. „Voodoo”
3. „Falling of the Edge of the World”
4. „Sign of the Southern Cross"

## Lista koncertów
1. 15 listopada 1981 – Quebec, Kanada – Quebec Coliseum
2. 16 listopada 1981 – Kitchener, Kanada – Kitchener Memorial Arena
3. 17 listopada 1981 – Sudbury, Kanada – Sudbury Community Arena
4. 19 listopada 1981 – Toronto, Kanada – Maple Leaf Gardens
5. 20 listopada 1981 – Montreal, Kanada – Montreal Forum
6. 21 listopada 1981 – Ottawa, Kanada – Ottawa Civic Arena
7. 24 listopada 1981 – Bethlehem, Pensylwania, USA – Stabler Arena
8. 25 listopada 1981 – Glens Falls, Nowy Jork – Glens Falls Civic Center
9. 27 listopada 1981 – Pittsburgh, Pensylwania, USA – Pittsburgh Civic Arena
10. 28 listopada 1981 – Toledo, Ohio, USA – Toledo Sports Arena
11. 29 listopada 1981 – Columbus, Ohio, USA – Columbus Fairgrounds Coliseum
12. 1 grudnia 1981 – Buffalo, Nowy Jork, USA – Buffalo Memorial Auditorium
13. 3 grudnia 1981 – Landover, Maryland, USA – Capital Centre
14. 4 grudnia 1981 – Filadelfia, Pensylwania, USA – The Spectrum
15. 5 grudnia 1981 – Salisbury, Maryland, USA – Wicomico Civic Arena
16. 6 grudnia 1981 – Richmond, Wirginia, USA – Richmond Coliseum
17. 8 grudnia 1981 – Richfield, Ohio, USA – Richfield Coliseum
18. 9 grudnia 1981 – Louisville, Kentucky, USA – Lousville Gardens
19. 10 grudnia 1981 – Memphis, Tennessee, USA – Mid-South Coliseum
20. 12 grudnia 1981 – Little Rock, Arizona, USA – Barton Coliseum
21. 13 grudnia 1981 – Mobile, Alabama, USA – Mobile Municipal Arena
22. 16 grudnia 1981 – Nashville, Tennessee, USA – Nashville Municipal Auditorium
23. 17 grudnia 1981 – Cincinnati, Ohio, USA – Riverfront Coliseum
24. 19 grudnia 1981 – Indianapolis, Indiana, USA – Market Square Arena
25. 20 grudnia 1981 – Chicago, Illinois, USA – International Amphitheatre
26. 21 grudnia 1981 – Chicago, Illinois, USA – International Amphitheatre
27. Nieznana data koncertu – Charleston, Wirginia Zachodnia, USA – Charleston Civic Center
28. 31 grudnia 1981 – Londyn, Anglia – Hammersmith Odeon
29. 1 stycznia 1982 – Londyn, Anglia – Hammersmith Odeon
30. 2 stycznia 1982 – Londyn, Anglia – Hammersmith Odeon
31. 3 stycznia 1982 – Londyn, Anglia – Hammersmith Odeon
32. 5 stycznia 1982 – Newcastle, Anglia – Newcastle City Hall
33. 6 stycznia 1982 – Newcastle, Anglia – Newcastle City Hall
34. 9 stycznia 1982 – Stafford, Anglia – New Bingley Hall
35. 10 stycznia 1982 – Leicester, Anglia – Granby Halls
36. 12 stycznia 1982 – Leeds, Anglia – Queens Hall
37. 14 stycznia 1982 – St Austell, Anglia – Cornwall Coliseum
38. 15 stycznia 1982 – Portsmouth, Anglia – Portsmouth Guildhall
39. 16 lutego 1982 – Greensboro, Karolina Północna, USA – Greensboro Coliseum
40. 17 lutego 1982 – Roanoke, Wirginia, USA – Roanoke Civic Center
41. 19 lutego 1982 – Jacksonville, Floryda, USA – Jacksonville Coliseum
42. 20 lutego 1982 – Pembroke Pines, Floryda, USA – Hollywood Sportatorium
43. 21 lutego 1982 – Lakeland, Floryda, USA – Lakeland Civic Center
44. 24 lutego 1982 – Tallahassee, Floryda, USA – Leon County Civic Center
45. 25 lutego 1982 – Knoxville, Tennessee, USA – Knoxville Civic Coliseum
46. 26 lutego 1982 – Charlotte, Karolina Północna, USA – Charlotte Coliseum
47. 27 lutego 1982 – Atlanta, Georgia, USA – Omni Coliseum
48. 2 marca 1982 – New Haven, Connecticut, USA – New Haven Coliseum
49. 3 marca 1982 – Baltimore, Maryland, USA – Baltimore Civic Center
50. 4 marca 1982 – Boston, Massachusetts, USA – Boston Garden
51. 6 marca 1982 – Detroit, Michigan, USA – Cobo Center
52. 7 marca 1982 – Trotwood, Ohio, USA – Hara Arena
53. 8 marca 1982 – Saginaw, Michigan, USA – Wendler Arena
54. 10 marca 1982 – Ashwaubenon, Wisconsin, USA – Brown County Veterans Memorial Arena
55. 12 marca 1982 – Madison, Wisconsin, USA – Dane County Veterans Memorial Coliseum
56. 13 marca 1982 – Bloomington, Minnesota, USA – Metropolitan Sports Center
57. 15 marca 1982 – Cedar Rapids, Iowa, USA – Five Seasons Center
58. 16 marca 1982 – Springfield, Massachusetts, USA – Prairie Capital Convention Center
59. 17 marca 1982 – St. Louis, Missouri, USA – Checkerdome
60. 19 marca 1982 – Omaha, Nebraska, USA – Omaha Civic Arena
61. 20 marca 1982 – Kansas City, Missouri, USA – Kansas City Municipal Arena
62. 21 marca 1982 – Wichita, Kansas, USA – Levitt Arena
63. Kwiecień 1982 – Reno, Nevada, USA – Reno Sparks Convention Center (koncert niepotwierdzony)
64. Kwiecień 1982 – Las Vegas, Nevada, USA – Las Vegas Convention Center (koncert niepotwierdzony)
65. 9 kwietnia 1982 – San Diego, Kalifornia, USA – San Diego Sports Arena
66. 10 kwietnia 1982 – Long Beach, Kalifornia, USA – Long Beach Arena
67. 12 kwietnia 1982 – Phoenix, Arizona, USA – Arizona Veterans Memorial Coliseum
68. 13 kwietnia 1982 – San Bernardino, Kalifornia, USA – Orange Pavillion
69. 15 kwietnia 1982 – Inglewood, Kalifornia, USA – Kia Forum
70. 17 kwietnia 1982 – Daly City, Kalifornia, USA – Cow Palace
71. 18 kwietnia 1982 – Fresno, Kalifornia, USA – Selland Arena
72. 20 kwietnia 1982 – Davis, Kalifornia, USA – Davis Recreation Hall
73. 21 kwietnia 1982 – Central Point, Oregon, USA – Jackson County Expo ’(koncert niepotwierdzony)'
74. 22 kwietnia 1982 – Portland, Oregon, USA – Veterans Memorial Coliseum
75. 23 kwietnia 1982 – Seattle, Waszyngton, USA – Seattle Center Arena
76. 24 kwietnia 1982 – Seattle, Waszyngton, USA – Seattle Center Arena
77. 26 kwietnia 1982 – Vancouver, Kanada – Pacific Coliseum
78. 27 kwietnia 1982 – Lethbridge, Kanada – Canadian Games Sportsplex Arena
79. 29 kwietnia 1982 – Calgary, Kanada – Stampede Coral
80. 30 kwietnia 1982 – Edmonton, Kanada – Northlands Coliseum
81. 1 maja 1982 – Regina, Kanada – Agridome
82. 4 maja 1982 – Billings, Montana, USA – Yellowstone METRA
83. 5 maja 1982 – Casper, Wyoming, USA – Casper Events Center
84. 6 maja 1982 – Salt Lake City, Utah, USA – Salt Palace
85. 8 maja 1982 – Denver, Kolorado, USA – McNichols Sports Arena
86. 9 maja 1982 – Albuquerque, Nowy Meksyk, USA – Tingley Coliseum
87. 11 maja 1982 – Houston, Teksas, USA – Sam Houston Coliseum
88. 12 maja 1982 – Dallas, Teksas, USA – Dallas Convention Center
89. 13 maja 1982 – San Antonio, Teksas, USA – San Antonio Convention Center
90. 17 maja 1982 – Nowy Jork, USA – Madison Square Garden
91. 18 maja 1982 – Providence, Rhode Island, USA – Providence Civic Center
92. 19 maja 1982 – Kingston, Pensylwania, USA – Kingston Armory
93. 21 maja 1982 – Rochester, Nowy Jork, USA – Rochester Community War Memorial
94. 22 maja 1982 – Syracuse, Nowy Jork, USA – Onondaga County War Memorial
95. 23 maja 1982 – Binghamton, Nowy Jork, USA – Broome County Veterans Memorial Arena
96. 21 sierpnia 1982 – Columbia, Maryland, USA – Merriweather Post Pavillion
97. 22 sierpnia 1982 – East Rutherford, New Jersey, USA – Medowlands
98. 24 sierpnia 1982 – Toronto, Kanada – CNE Stadium
99. 27 sierpnia 1982 – Ottawa, Kanada – Lansdowne Park
100. 28 sierpnia 1982 – Clarkston, Michigan, USA – Pine Knob Music Theater
101. 29 sierpnia 1982 – East Troy, Wisconsin, USA – Alpine Valley Music Theatre
102. 31 sierpnia 1982 – Hoffman Estates, Illinois, USA – Poplar Creek Music Theater